# Philip Wheeler
Philip Gregory Wheeler (* 12. prosince 1984 Columbus, Georgie) je hráč amerického fotbalu nastupující na pozici Linebackera za tým Atlanta Falcons v National Football League. Univerzitní fotbal hrál za Georgia Institute of Technology, poté byl vybrán v třetím kole Draftu NFL 2008 týmem Indianapolis Colts.

## Vysoká škola
Wheeler navštěvoval Shaw High School v Columbusu, jejímuž fotbalovému týmu pomohl v roce 2000 k prvenství v Georgia High School Association's AAAA Football State Championship. Za to byl jmenován čestným členem týmu All-Region a deník Atlanta Journal-Constitution ho vybral do prvního týmu Class AAAA All-State.

## Univerzitní fotbal
První sezónu 2003 za Georgia Institute of Technology strávil Wheeler převážně ve special teamu, ve kterém si připsal dvanáct startů a v nich 6 tacklů. Členem základního týmu a startujícím hráčem se stává od sezóny 2005, ve které zaznamenává 64 tacklů (28 asistovaných), 4 interceptiony a 4 sacky. V ročníku 2006 se zlepšuje na 9 sacků, 89 tacklů a 5 zablokovaných přihrávek a je vybrán do druhého týmu All-America podle webu Rivals.com a druhého týmu All-Atlantic Coast Conference. Podobné výkony předvedl i rok později a byl nominován na Bednarik, Nagurski a Lombardi award.

## Profesionální fotbalová kariéra
Wheeler začal svou kariéru jako Outside linebacker, ale postupem času se přesunul do středu. Před Draftem NFL byl hodnocen jako houževnatý, silný a mimořádně atleticky nadaný obránce. Byl vybrán v třetím kole Draftu NFL 2008 na 93. místě týmem Indianapolis Colts.

### Indianapolis Colts
Od startu sezóny 2008 nevynechal Wheeler ani jedno utkání, ale teprve od ročníku 2011 je startujícím hráčem na pozici Strong side Inside linebackera a také se stal členem Special teamu. Stále zlepšoval své výkony a nejúspěšnější pro něj byla sezóna 2011, ve které zaznamenal 84 tacklů (37 asistovaných), sack a force fumble.

### Oakland Raiders
Po neúspěšné sezóně 2011 mu ze strany Colts nebyla prodloužena smlouva a Wheeler 30. dubna 2012 podepsal jednoletou smlouvu s Oakland Raiders. V následující sezóně pak zaznamenal kariérní rekord 109 tacklů, 3 sacky a 2 forced fumbly.

### Miami Dolphins
12. dubna 2013 podepsal Wheeler smlouvu s Miami Dolphins. Pětiletý kontrakt mu vynesl 26 milionů dolarů (13 milionů garantovaných) a očekávalo se, že plně nahradí odcházejícího Kevina Burnetta.

### San Francisco 49ers
Wheeler podepsal 30. dubna 2015 smlouvu s San Francisco 49ers, 4. září byl propuštěn.

### Atlanta Falcons
Wheeler podepsal 20. října 2015 smlouvu s Atlantou Falcons.